# El café-concierto
El café-concierto es una pintura de 1878 del pintor francés Édouard Manet, quien a menudo capturó escenas de cafés que representaban la vida social a fines del siglo XIX. 

## Historia
El lugar ha sido identificado como la Brasserie Reichshoffen en el Bulevar Rochechouart.  Manet muestra hombres y mujeres en las nuevas brasseries y cafés de París, lo que ofrece al espectador una visión alternativa de la nueva vida parisina.  Manet afirmó que estaba pintando des oeuvres sinceres o "obras sinceras". Las mujeres representadas en estas escenas corrían ciertos riesgos en lo que respecta a la percepción y la moralidad, ya que estos locales solo eran frecuentados por mujeres "de dudosa moral". 

## Composición
Manet presenta el interior de un café-concierto en el que en un plano cercano tres figuras centrales forman un triángulo pero todas interactúan en direcciones opuestas. La camarera disfruta de una cerveza, mientras que la mujer en la mesa tiene un cigarrillo en la mano y parece apagada mientras el hombre parece estar a gusto mientras observa la actuación (la cantante conocida como “La Belle Polonaise” se refleja en el espejo de la pared del fondo). Se observa que el hombre evoca confianza, pues los hombres a diferencia de las mujeres podían frecuentar los cafés, cervecerías y bares sin reprobación.  La pintura fue posada y terminada en el estudio, pero da la apariencia de haber sido observada recientemente. 

## Análisis
En este cuadro se rechazan los conceptos de composición convencional. Objetos y figuras se ven solo parcialmente, no por completo. Las figuras de los individuos representados no están claramente definidas sino modeladas con pinceladas. Los colores se colocan directamente sobre el lienzo con trazos sueltos y repetitivos en lugar de aplicar capas de pigmentos y veladuras sobre un fondo oscuro.

## Origen
Según el libro de cuentas de Manet, el cuadro se vendió en 1881 por 1.800 francos al marchante Boussaton, cuya colección fue vendida en 1891. Posteriormente, el cuadro pasó a la colección de Charles Edward Haviland, luego al coleccionista Jean Baptiste Faure, quien se lo vendió a Durand-Ruel, quien lo revendió por 25.000 francos al coleccionista de arte Henry Walters de Baltimore, hijo del magnate ferroviario William T. Walters. Henry Walters vivía en Francia, donde su familia se había refugiado durante la guerra de Secesión. Los Walters eran grandes amigos de Durand-Ruel.

## Fuera de la pared
Una reproducción de El café-concierto se presentó en Off the Wall, una exposición al aire libre en las calles de Baltimore, Maryland. Una reproducción de la pintura, cuyo original forma parte de la colección del Museo de Arte Walters, estuvo en exhibición en el CFG Community Bank (Fell's Point). La National Gallery de Londres inició el concepto de sacar el arte al aire libre en 2007 y el Instituto de Artes de Detroit introdujo el concepto en Estados Unidos. Las reproducciones Off the Wall de las pinturas del Museo Walters están realizadas en vinilo resistente a la intemperie e incluyen una descripción de la pintura y un código QR para teléfonos inteligentes. 